# Dragoslav Stepanović
Dragoslav Stepanović (Rekovac, 30 agosto 1948) è un allenatore di calcio ed ex calciatore jugoslavo.

## Carriera

### Giocatore
Debutta da professionista nel 1966 con l'OFK Belgrado, a cui lega il proprio nome per sette stagioni, disputando ben 201 incontri. All'inizio della stagione 1973-1974, si trasferisce alla Stella Rossa.
Nel gennaio del 1977 si trasferisce in Germania, all'Eintracht Francoforte, dove rimane per due stagioni, prima di scendere in Zweite Bundesliga nelle file del Wormatia Worms, dove milita per una stagione e mezza.
All'inizio della stagione 1979-1980, difatti, si trasferisce in Inghilterra, al Manchester City.
Dopo due stagioni, rientra al Wormatia Worms dove chiude la carriera.

### Allenatore
Girovago del pallone, ha allenato, con alterne fortune, in Germania, all'FSV Francoforte, al Rot-Weiss Francoforte, all'Eintracht Trier, all'Eintracht Francoforte, al Bayer Leverkusen, al VfB Lipsia, al Stuttgarter Kickers, ai Kickers Offenbach, al Rot-Weiß Oberhausen; in Spagna, all'Athletic Bilbao; in Grecia, all'AEK Atene; in Cina, al Changsha Ginde; in Egitto, all'Al-Zamalek.
All'inizio della stagione 2007-2008, ritorna in Serbia, alla guida del Čukarički Stankom dove rimane per una stagione e mezza.
Nel 2009 allena il Vojvodina.

## Palmarès

### Allenatore
- Campionato Hessen: 1

Rot-Weiß Frankfurt: 1989-1990
- Coppa Hessen: 1

Rot-Weiß Frankfurt: 1988-1989
- Coppa di Germania: 1

Bayer Leverkusen: 1992-1993